# Footscrew Nunatak
Footscrew Nunatak är en nunatak i Antarktis. Den ligger i Östantarktis. Nya Zeeland gör anspråk på området. Toppen på Footscrew Nunatak är 1 865 meter över havet.
Terrängen runt Footscrew Nunatak är kuperad åt sydväst, men åt nordost är den bergig. Trakten är obefolkad. Det finns inga samhällen i närheten.